# Adriano Andreani
Adriano Andreani (* 14. September 1879 in Ferrara; † 20. Oktober 1960 ebenda) war ein italienischer Turner.

## Karriere
Adriano Andreani nahm an den Olympischen Spielen 1908 in London teil. Er belegte mit dem italienischen Team im Mannschaftsmehrkampf den sechsten Platz.